# Тупижничка леденица
Tупижничка Леденица је јама која се налази на јужним падинама планине Тупижнице на Ледничком врху (1.162 м), 18 км од Књажевца, а око 5 км је село Бучје.
Планина Тупижница пружа се северозападно од Књажевца и препознатљива је по репетитору који се налази на самом врху планине. У хидроморфолошком погледу карактеристична је по постојању јама од којих је највећа Леденица где се снег и лед задржавају осам месеци годишње. До ње се може доћи колским путем до села Бучје, одакле се обележеном стазом кроз шуму стиже до улаза у јаму. Ледница је настала на месту укрштања система пукотина.